# Amstel Gold Race for kvinder 2019
Den 6. udgave af Amstel Gold Race for kvinder fandt sted den 21. april 2019. Det var det syvende løb i UCI Women's World Tour 2019. Løbet blev vundet af polske Katarzyna Niewiadoma fra Canyon-SRAM Racing.

## Hold
| UCI Women's Teams (18)- Alé Cipollini - Bigla - Boels Dolmans - Canyon-SRAM Racing - CCC-Liv - Doltcini-Van Eyck Sport - FDJ-Nouvelle Aquitaine-Futuroscope - Health Mate-Ladies Team - Lotto Soudal Ladies - Mitchelton-Scott - Movistar Team - Parkhotel Valkenburg-Destil - Sunweb Women - Tibco-Silicon Valley Bank - Virtu Cycling Women - Trek-Segafredo - Valcar Cylance - WNT-Rotor Pro Cycling |
| |

### Danske ryttere
- Annika Langvad kørte for Boels-Dolmans
- Cecilie Uttrup Ludwig kørte for Bigla Pro Cycling

## Resultater

### Samlet stilling
| \| Samlede stilling \| Samlede stilling \| Samlede stilling \| Samlede stilling \| Samlede stilling \| \| Rytter \| Rytter \| Hold \| Tid \| \| \| ---------------- \| --------------------- \| ------------------------- \| ---------------- \| ---------------- \| \| 1. \| Katarzyna Niewiadoma \| Canyon-SRAM Racing \| 3t 25' 48" \| \| \| 2. \| Annemiek van Vleuten \| Mitchelton-Scott \| + 0" \| \| \| 3. \| Marianne Vos \| CCC-Liv \| + 10" \| \| \| 4. \| Annika Langvad \| Boels Dolmans \| + 10" \| \| \| 5. \| Soraya Paladin \| Alé Cipollini \| + 10" \| \| \| 6. \| Cecilie Uttrup Ludwig \| Bigla \| + 10" \| \| \| 7. \| Demi Vollering \| Parkhotel Valkenburg \| + 10" \| \| \| 8. \| Marta Bastianelli \| Virtu Cycling Women \| + 30" \| \| \| 9. \| Alison Jackson \| Tibco-Silicon Valley Bank \| + 30" \| \| \| 10. \| Elisa Balsamo \| Valcar Cylance \| + 30" \| \| |                       |                           |            |
| |                       |                           |            |
| Kilde: ProCyclingStats |                       |                           |            |
| Samlede stilling |                       |                           |            |
| Rytter | Rytter                | Hold                      | Tid        |
| 1. | Katarzyna Niewiadoma  | Canyon-SRAM Racing        | 3t 25' 48" |
| 2. | Annemiek van Vleuten  | Mitchelton-Scott          | + 0"       |
| 3. | Marianne Vos          | CCC-Liv                   | + 10"      |
| 4. | Annika Langvad        | Boels Dolmans             | + 10"      |
| 5. | Soraya Paladin        | Alé Cipollini             | + 10"      |
| 6. | Cecilie Uttrup Ludwig | Bigla                     | + 10"      |
| 7. | Demi Vollering        | Parkhotel Valkenburg      | + 10"      |
| 8. | Marta Bastianelli     | Virtu Cycling Women       | + 30"      |
| 9. | Alison Jackson        | Tibco-Silicon Valley Bank | + 30"      |
| 10. | Elisa Balsamo         | Valcar Cylance            | + 30"      |

## Startliste
| Boels Dolmans DLT | Boels Dolmans DLT                     | Boels Dolmans DLT |
| ----------------- | ------------------------------------- | ----------------- |
| Nr.               | Rytter                                | Placering         |
| 1                 | Chantal Blaak (NED) (landevej)        | 43.               |
| 2                 | Annika Langvad (DEN)                  | 4.                |
| 3                 | Jip van den Bos (NED)                 | DNF               |
| 4                 | Katie Hall (USA)                      | 20.               |
| 5                 | Amy Pieters (NED)                     | 25.               |
| 6                 | Anna van der Breggen (NED) (landevej) | 13.               |

| Alé Cipollini ALE | Alé Cipollini ALE             | Alé Cipollini ALE |
| ----------------- | ----------------------------- | ----------------- |
| Nr.               | Rytter                        | Placering         |
| 11                | Karlijn Swinkels (NED)        | DNF               |
| 12                | Soraya Paladin (ITA)          | 5.                |
| 13                | Diana Peñuela (COL)           | DNF               |
| 14                | Nadia Quagliotto (ITA)        | DNF               |
| 15                | Chloe Hosking (AUS)           | DNF               |
| 16                | Eri Yonamine (JPN) (landevej) | 31.               |

| Bigla BIG | Bigla BIG                   | Bigla BIG |
| --------- | --------------------------- | --------- |
| Nr.       | Rytter                      | Placering |
| 21        | Sophie Wright (GBR)         | 38.       |
| 22        | Elise Chabbey (SUI)         | 37.       |
| 23        | Nikola Nosková (CZE)        | 35.       |
| 24        | Mikayla Harvey (NZL)        | DNF       |
| 25        | Elizabeth Banks (GBR)       | 44.       |
| 26        | Cecilie Uttrup Ludwig (DEN) | 6.        |

| Canyon-SRAM Racing CSR | Canyon-SRAM Racing CSR            | Canyon-SRAM Racing CSR |
| ---------------------- | --------------------------------- | ---------------------- |
| Nr.                    | Rytter                            | Placering              |
| 31                     | Katarzyna Niewiadoma (POL)        | 1.                     |
| 32                     | Elena Cecchini (ITA)              | DNF                    |
| 33                     | Lisa Klein (GER)                  | 26.                    |
| 34                     | Alena Amjaljusik (BLR) (landevej) | 39.                    |
| 35                     | Tiffany Cromwell (AUS)            | DNF                    |
| 36                     | Alexis Ryan (USA)                 | DNF                    |

| CCC-Liv CCC | CCC-Liv CCC                             | CCC-Liv CCC |
| ----------- | --------------------------------------- | ----------- |
| Nr.         | Rytter                                  | Placering   |
| 41          | Marianne Vos (NED)                      | 3.          |
| 42          | Riejanne Markus (NED)                   | DNF         |
| 43          | Ashleigh Moolman-Pasio (RSA) (landevej) | 16.         |
| 44          | Pauliena Rooijakkers (NED)              | DNF         |
| 45          | Agnieszka Skalniak-Sójka (POL)          | DNF         |
| 46          | Jeanne Korevaar (NED)                   | 41.         |

| Doltcini-Van Eyck Sport DVE | Doltcini-Van Eyck Sport DVE | Doltcini-Van Eyck Sport DVE |
| --------------------------- | --------------------------- | --------------------------- |
| Nr.                         | Rytter                      | Placering                   |
| 51                          | Tetyana Riabchenko (UKR)    | DNF                         |
| 52                          | Séverine Eraud (FRA)        | DNF                         |
| 53                          | Jesse Vandenbulcke (BEL)    | DNF                         |
| 54                          | Marion Sicot (FRA)          | 34.                         |
| 55                          | Mieke Docx (BEL)            | DNF                         |
| 56                          | Anisha Vekemans (BEL)       | DNF                         |

| FDJ-Nouvelle Aquitaine-Futuroscope FDJ | FDJ-Nouvelle Aquitaine-Futuroscope FDJ | FDJ-Nouvelle Aquitaine-Futuroscope FDJ |
| -------------------------------------- | -------------------------------------- | -------------------------------------- |
| Nr.                                    | Rytter                                 | Placering                              |
| 61                                     | Eugénie Duval (FRA)                    | 45.                                    |
| 62                                     | Emilia Fahlin (SWE) (landevej)         | 15.                                    |
| 63                                     | Shara Gillow (AUS)                     | DNF                                    |
| 64                                     | Victorie Guilman (FRA)                 | 47.                                    |
| 65                                     | Lauren Kitchen (AUS)                   | DNF                                    |
| 66                                     | Charlotte Becker (GER)                 | DNF                                    |

| Health Mate-Ladies Team HMT | Health Mate-Ladies Team HMT | Health Mate-Ladies Team HMT |
| --------------------------- | --------------------------- | --------------------------- |
| Nr.                         | Rytter                      | Placering                   |
| 71                          | Lara Defour (BEL)           | DNF                         |
| 72                          | Veronika Kormos (HUN)       | DNF                         |
| 73                          | Esther Meisels (ISR)        | DNF                         |
| 74                          | Christina Perchtold (AUT)   | DNF                         |
| 75                          | Zsófia Szabó (HUN)          | DNF                         |
| 76                          | Kylie Waterreus (NED)       | DNF                         |

| Lotto Soudal Ladies LSL | Lotto Soudal Ladies LSL   | Lotto Soudal Ladies LSL |
| ----------------------- | ------------------------- | ----------------------- |
| Nr.                     | Rytter                    | Placering               |
| 81                      | Dani Christmas (GBR)      | DNF                     |
| 82                      | Demi de Jong (NED)        | DNF                     |
| 83                      | Danique Braam (NED)       | DNF                     |
| 84                      | Puck Moonen (NED)         | DNF                     |
| 85                      | Julie Van de Velde (BEL)  | 23.                     |
| 86                      | Kelly Van den Steen (BEL) | DNF                     |

| Mitchelton-Scott MTS | Mitchelton-Scott MTS       | Mitchelton-Scott MTS |
| -------------------- | -------------------------- | -------------------- |
| Nr.                  | Rytter                     | Placering            |
| 91                   | Annemiek van Vleuten (NED) | 2.                   |
| 92                   | Lucy Kennedy (AUS)         | DNF                  |
| 93                   | Amanda Spratt (AUS)        | 11.                  |
| 94                   | Moniek Tenniglo (NED)      | DNF                  |
| 95                   | Gracie Elvin (AUS)         | DNF                  |
| 96                   | Grace Brown (AUS)          | DNF                  |

| Movistar Team MOV | Movistar Team MOV                    | Movistar Team MOV |
| ----------------- | ------------------------------------ | ----------------- |
| Nr.               | Rytter                               | Placering         |
| 101               | Aude Biannic (FRA) (landevej)        | 49.               |
| 102               | Mavi García (ESP)                    | 22.               |
| 103               | Alicia González Blanco (ESP)         | DNF               |
| 104               | Sheyla Gutiérrez (ESP)               | DNF               |
| 105               | Małgorzata Jasińska (POL) (landevej) | 48.               |
| 106               | Gloria Rodríguez (ESP)               | DNF               |

| Parkhotel Valkenburg PHV | Parkhotel Valkenburg PHV | Parkhotel Valkenburg PHV |
| ------------------------ | ------------------------ | ------------------------ |
| Nr.                      | Rytter                   | Placering                |
| 111                      | Lorena Wiebes (NED)      | 24.                      |
| 112                      | Belle De Gast (NED)      | DNF                      |
| 113                      | Sofie De Vuyst (BEL)     | 21.                      |
| 114                      | Demi Vollering (NED)     | 7.                       |
| 115                      | Roxane Knetemann (NED)   | DNF                      |
| 116                      | Nina Buysman (NED)       | DNF                      |

| Sunweb SUN | Sunweb SUN                     | Sunweb SUN |
| ---------- | ------------------------------ | ---------- |
| Nr.        | Rytter                         | Placering  |
| 121        | Lucinda Brand (NED)            | 17.        |
| 122        | Juliette Labous (FRA)          | 40.        |
| 123        | Leah Kirchmann (CAN)           | 29.        |
| 124        | Liane Lippert (GER) (landevej) | DNF        |
| 125        | Floortje Mackaij (NED)         | 27.        |
| 126        | Coryn Rivera (USA) (landevej)  | DNF        |

| Tibco-Silicon Valley Bank TIB | Tibco-Silicon Valley Bank TIB | Tibco-Silicon Valley Bank TIB |
| ----------------------------- | ----------------------------- | ----------------------------- |
| Nr.                           | Rytter                        | Placering                     |
| 131                           | Alison Jackson (CAN)          | 9.                            |
| 132                           | Brodie Chapman (AUS)          | 28.                           |
| 133                           | Nina Kessler (NED)            | DNF                           |
| 134                           | Shannon Malseed (AUS)         | 46.                           |
| 135                           | Rozanne Slik (NED)            | DNF                           |
| 136                           | Lauren Stephens (USA)         | DNF                           |

| Virtu Cycling Women TVC | Virtu Cycling Women TVC            | Virtu Cycling Women TVC |
| ----------------------- | ---------------------------------- | ----------------------- |
| Nr.                     | Rytter                             | Placering               |
| 141                     | Katrine Aalerud (NOR)              | DNF                     |
| 142                     | Sofia Bertizzolo (ITA)             | DNF                     |
| 143                     | Marta Bastianelli (ITA) (landevej) | 8.                      |
| 144                     | Rachel Neylan (AUS)                | 32.                     |
| 145                     | Barbara Guarischi (ITA)            | DNF                     |
| 146                     | Anouska Koster (NED)               | 30.                     |

| Trek-Segafredo TFS | Trek-Segafredo TFS         | Trek-Segafredo TFS |
| ------------------ | -------------------------- | ------------------ |
| Nr.                | Rytter                     | Placering          |
| 151                | Elisa Longo Borghini (ITA) | 14.                |
| 152                | Lizzie Deignan (GBR)       | 19.                |
| 153                | Audrey Cordon-Ragot (FRA)  | 42.                |
| 154                | Ellen van Dijk (NED)       | 36.                |
| 155                | Tayler Wiles (USA)         | 12.                |
| 156                | Ruth Winder (USA)          | 18.                |

| Valcar Cylance VAL | Valcar Cylance VAL             | Valcar Cylance VAL |
| ------------------ | ------------------------------ | ------------------ |
| Nr.                | Rytter                         | Placering          |
| 161                | Elisa Balsamo (ITA)            | 10.                |
| 162                | Marta Cavalli (ITA) (landevej) | 33.                |
| 163                | Barbara Malcotti (ITA)         | DNF                |
| 164                | Vittoria Guazzini (ITA)        | DNF                |
| 165                | Ilaria Sanguineti (ITA)        | DNF                |
| 166                | Dalia Muccioli (ITA)           | DNF                |

| WNT-Rotor Pro Cycling WNT | WNT-Rotor Pro Cycling WNT | WNT-Rotor Pro Cycling WNT |
| ------------------------- | ------------------------- | ------------------------- |
| Nr.                       | Rytter                    | Placering                 |
| 171                       | Kathrin Hammes (GER)      | DNF                       |
| 172                       | Anna Badegruber (AUT)     | DNF                       |
| 173                       | Aafke Soet (NED)          | DNF                       |
| 174                       | Laura Asencio (FRA)       | DNF                       |
| 175                       | Sarah Rijkes (AUT)        | DNF                       |
| 176                       | Lin Lea Teutenberg (GER)  | DNF                       |

| Boels Dolmans DLT | Boels Dolmans DLT                     | Boels Dolmans DLT |
| ----------------- | ------------------------------------- | ----------------- |
| Nr.               | Rytter                                | Placering         |
| 1                 | Chantal Blaak (NED) (landevej)        | 43.               |
| 2                 | Annika Langvad (DEN)                  | 4.                |
| 3                 | Jip van den Bos (NED)                 | DNF               |
| 4                 | Katie Hall (USA)                      | 20.               |
| 5                 | Amy Pieters (NED)                     | 25.               |
| 6                 | Anna van der Breggen (NED) (landevej) | 13.               |

| Alé Cipollini ALE | Alé Cipollini ALE             | Alé Cipollini ALE |
| ----------------- | ----------------------------- | ----------------- |
| Nr.               | Rytter                        | Placering         |
| 11                | Karlijn Swinkels (NED)        | DNF               |
| 12                | Soraya Paladin (ITA)          | 5.                |
| 13                | Diana Peñuela (COL)           | DNF               |
| 14                | Nadia Quagliotto (ITA)        | DNF               |
| 15                | Chloe Hosking (AUS)           | DNF               |
| 16                | Eri Yonamine (JPN) (landevej) | 31.               |

| Bigla BIG | Bigla BIG                   | Bigla BIG |
| --------- | --------------------------- | --------- |
| Nr.       | Rytter                      | Placering |
| 21        | Sophie Wright (GBR)         | 38.       |
| 22        | Elise Chabbey (SUI)         | 37.       |
| 23        | Nikola Nosková (CZE)        | 35.       |
| 24        | Mikayla Harvey (NZL)        | DNF       |
| 25        | Elizabeth Banks (GBR)       | 44.       |
| 26        | Cecilie Uttrup Ludwig (DEN) | 6.        |

| Canyon-SRAM Racing CSR | Canyon-SRAM Racing CSR            | Canyon-SRAM Racing CSR |
| ---------------------- | --------------------------------- | ---------------------- |
| Nr.                    | Rytter                            | Placering              |
| 31                     | Katarzyna Niewiadoma (POL)        | 1.                     |
| 32                     | Elena Cecchini (ITA)              | DNF                    |
| 33                     | Lisa Klein (GER)                  | 26.                    |
| 34                     | Alena Amjaljusik (BLR) (landevej) | 39.                    |
| 35                     | Tiffany Cromwell (AUS)            | DNF                    |
| 36                     | Alexis Ryan (USA)                 | DNF                    |

| CCC-Liv CCC | CCC-Liv CCC                             | CCC-Liv CCC |
| ----------- | --------------------------------------- | ----------- |
| Nr.         | Rytter                                  | Placering   |
| 41          | Marianne Vos (NED)                      | 3.          |
| 42          | Riejanne Markus (NED)                   | DNF         |
| 43          | Ashleigh Moolman-Pasio (RSA) (landevej) | 16.         |
| 44          | Pauliena Rooijakkers (NED)              | DNF         |
| 45          | Agnieszka Skalniak-Sójka (POL)          | DNF         |
| 46          | Jeanne Korevaar (NED)                   | 41.         |

| Doltcini-Van Eyck Sport DVE | Doltcini-Van Eyck Sport DVE | Doltcini-Van Eyck Sport DVE |
| --------------------------- | --------------------------- | --------------------------- |
| Nr.                         | Rytter                      | Placering                   |
| 51                          | Tetyana Riabchenko (UKR)    | DNF                         |
| 52                          | Séverine Eraud (FRA)        | DNF                         |
| 53                          | Jesse Vandenbulcke (BEL)    | DNF                         |
| 54                          | Marion Sicot (FRA)          | 34.                         |
| 55                          | Mieke Docx (BEL)            | DNF                         |
| 56                          | Anisha Vekemans (BEL)       | DNF                         |

| FDJ-Nouvelle Aquitaine-Futuroscope FDJ | FDJ-Nouvelle Aquitaine-Futuroscope FDJ | FDJ-Nouvelle Aquitaine-Futuroscope FDJ |
| -------------------------------------- | -------------------------------------- | -------------------------------------- |
| Nr.                                    | Rytter                                 | Placering                              |
| 61                                     | Eugénie Duval (FRA)                    | 45.                                    |
| 62                                     | Emilia Fahlin (SWE) (landevej)         | 15.                                    |
| 63                                     | Shara Gillow (AUS)                     | DNF                                    |
| 64                                     | Victorie Guilman (FRA)                 | 47.                                    |
| 65                                     | Lauren Kitchen (AUS)                   | DNF                                    |
| 66                                     | Charlotte Becker (GER)                 | DNF                                    |

| Health Mate-Ladies Team HMT | Health Mate-Ladies Team HMT | Health Mate-Ladies Team HMT |
| --------------------------- | --------------------------- | --------------------------- |
| Nr.                         | Rytter                      | Placering                   |
| 71                          | Lara Defour (BEL)           | DNF                         |
| 72                          | Veronika Kormos (HUN)       | DNF                         |
| 73                          | Esther Meisels (ISR)        | DNF                         |
| 74                          | Christina Perchtold (AUT)   | DNF                         |
| 75                          | Zsófia Szabó (HUN)          | DNF                         |
| 76                          | Kylie Waterreus (NED)       | DNF                         |

| Lotto Soudal Ladies LSL | Lotto Soudal Ladies LSL   | Lotto Soudal Ladies LSL |
| ----------------------- | ------------------------- | ----------------------- |
| Nr.                     | Rytter                    | Placering               |
| 81                      | Dani Christmas (GBR)      | DNF                     |
| 82                      | Demi de Jong (NED)        | DNF                     |
| 83                      | Danique Braam (NED)       | DNF                     |
| 84                      | Puck Moonen (NED)         | DNF                     |
| 85                      | Julie Van de Velde (BEL)  | 23.                     |
| 86                      | Kelly Van den Steen (BEL) | DNF                     |

| Mitchelton-Scott MTS | Mitchelton-Scott MTS       | Mitchelton-Scott MTS |
| -------------------- | -------------------------- | -------------------- |
| Nr.                  | Rytter                     | Placering            |
| 91                   | Annemiek van Vleuten (NED) | 2.                   |
| 92                   | Lucy Kennedy (AUS)         | DNF                  |
| 93                   | Amanda Spratt (AUS)        | 11.                  |
| 94                   | Moniek Tenniglo (NED)      | DNF                  |
| 95                   | Gracie Elvin (AUS)         | DNF                  |
| 96                   | Grace Brown (AUS)          | DNF                  |

| Movistar Team MOV | Movistar Team MOV                    | Movistar Team MOV |
| ----------------- | ------------------------------------ | ----------------- |
| Nr.               | Rytter                               | Placering         |
| 101               | Aude Biannic (FRA) (landevej)        | 49.               |
| 102               | Mavi García (ESP)                    | 22.               |
| 103               | Alicia González Blanco (ESP)         | DNF               |
| 104               | Sheyla Gutiérrez (ESP)               | DNF               |
| 105               | Małgorzata Jasińska (POL) (landevej) | 48.               |
| 106               | Gloria Rodríguez (ESP)               | DNF               |

| Parkhotel Valkenburg PHV | Parkhotel Valkenburg PHV | Parkhotel Valkenburg PHV |
| ------------------------ | ------------------------ | ------------------------ |
| Nr.                      | Rytter                   | Placering                |
| 111                      | Lorena Wiebes (NED)      | 24.                      |
| 112                      | Belle De Gast (NED)      | DNF                      |
| 113                      | Sofie De Vuyst (BEL)     | 21.                      |
| 114                      | Demi Vollering (NED)     | 7.                       |
| 115                      | Roxane Knetemann (NED)   | DNF                      |
| 116                      | Nina Buysman (NED)       | DNF                      |

| Sunweb SUN | Sunweb SUN                     | Sunweb SUN |
| ---------- | ------------------------------ | ---------- |
| Nr.        | Rytter                         | Placering  |
| 121        | Lucinda Brand (NED)            | 17.        |
| 122        | Juliette Labous (FRA)          | 40.        |
| 123        | Leah Kirchmann (CAN)           | 29.        |
| 124        | Liane Lippert (GER) (landevej) | DNF        |
| 125        | Floortje Mackaij (NED)         | 27.        |
| 126        | Coryn Rivera (USA) (landevej)  | DNF        |

| Tibco-Silicon Valley Bank TIB | Tibco-Silicon Valley Bank TIB | Tibco-Silicon Valley Bank TIB |
| ----------------------------- | ----------------------------- | ----------------------------- |
| Nr.                           | Rytter                        | Placering                     |
| 131                           | Alison Jackson (CAN)          | 9.                            |
| 132                           | Brodie Chapman (AUS)          | 28.                           |
| 133                           | Nina Kessler (NED)            | DNF                           |
| 134                           | Shannon Malseed (AUS)         | 46.                           |
| 135                           | Rozanne Slik (NED)            | DNF                           |
| 136                           | Lauren Stephens (USA)         | DNF                           |

| Virtu Cycling Women TVC | Virtu Cycling Women TVC            | Virtu Cycling Women TVC |
| ----------------------- | ---------------------------------- | ----------------------- |
| Nr.                     | Rytter                             | Placering               |
| 141                     | Katrine Aalerud (NOR)              | DNF                     |
| 142                     | Sofia Bertizzolo (ITA)             | DNF                     |
| 143                     | Marta Bastianelli (ITA) (landevej) | 8.                      |
| 144                     | Rachel Neylan (AUS)                | 32.                     |
| 145                     | Barbara Guarischi (ITA)            | DNF                     |
| 146                     | Anouska Koster (NED)               | 30.                     |

| Trek-Segafredo TFS | Trek-Segafredo TFS         | Trek-Segafredo TFS |
| ------------------ | -------------------------- | ------------------ |
| Nr.                | Rytter                     | Placering          |
| 151                | Elisa Longo Borghini (ITA) | 14.                |
| 152                | Lizzie Deignan (GBR)       | 19.                |
| 153                | Audrey Cordon-Ragot (FRA)  | 42.                |
| 154                | Ellen van Dijk (NED)       | 36.                |
| 155                | Tayler Wiles (USA)         | 12.                |
| 156                | Ruth Winder (USA)          | 18.                |

| Valcar Cylance VAL | Valcar Cylance VAL             | Valcar Cylance VAL |
| ------------------ | ------------------------------ | ------------------ |
| Nr.                | Rytter                         | Placering          |
| 161                | Elisa Balsamo (ITA)            | 10.                |
| 162                | Marta Cavalli (ITA) (landevej) | 33.                |
| 163                | Barbara Malcotti (ITA)         | DNF                |
| 164                | Vittoria Guazzini (ITA)        | DNF                |
| 165                | Ilaria Sanguineti (ITA)        | DNF                |
| 166                | Dalia Muccioli (ITA)           | DNF                |

| WNT-Rotor Pro Cycling WNT | WNT-Rotor Pro Cycling WNT | WNT-Rotor Pro Cycling WNT |
| ------------------------- | ------------------------- | ------------------------- |
| Nr.                       | Rytter                    | Placering                 |
| 171                       | Kathrin Hammes (GER)      | DNF                       |
| 172                       | Anna Badegruber (AUT)     | DNF                       |
| 173                       | Aafke Soet (NED)          | DNF                       |
| 174                       | Laura Asencio (FRA)       | DNF                       |
| 175                       | Sarah Rijkes (AUT)        | DNF                       |
| 176                       | Lin Lea Teutenberg (GER)  | DNF                       |